# 花やしき浮舟園
花やしき浮舟園（はなやしきうきふねえん）は、京都府宇治市宇治塔川にある温泉旅館である。

## 概要
1894年に創業（株式会社設立は1964年）した、平等院や塔の島などの宇治市内の観光地の近くにある、温泉旅館である。
建物が宇治川に接した場所にあるため、部屋から季節ごとに変化する、川の景色を見ることができる。部屋は、10畳と12畳の一般客室があるほか、胡蝶、蘭、YAMABUKI、BOTAN、ときわの間、あけぼの間がある。風呂は、さわらびの湯、鳳凰の湯の2種類があり、さわらびの湯には露天風呂があり、景色を見ることができる。二つの風呂には、北海道上ノ国町でしか採掘されない、世界でも稀少な石である、ブラックシリカを使用している。
レストランは、ステーキ割烹花やしきと、和食処SATORIの二つがある。